# Nimbaphrynoides occidentalis
Nimbaphrynoides occidentalis és una espècie d'amfibis de la família dels bufònids. Es troba en perill crític d'extinció a causa de la seva a causa de la pèrdua del seu hàbitat natural.